# Jacques Tati
Jacques Tati (rođen kao Jacques Tatischeff) (Le Pecq, 9. listopada 1907. – Pariz, 8. studenog 1982.) – francuski redatelj i glumac
Otac mu je bio Rus, a majka Nizozemka. Djed je bio ruski general i vojni ataše. Jacques Tati imao je karijeru profesionalnog igrača ragbija. Zatim je bio uspješni pantomimičar u glazbenim dvoranama. Okušao se kao redatelj. Snimio je 6 igranih filmova i više kratkih filmova. U anketi časopisa "Entertaiment Weekly" izabran je na 46. mjesto na popisu 50. najznačajnijih redatelja svih vremena. 
U svoja 4 filma, ujedno je i glavni glumac koji se zove gospodin Hulot. Glumio je i u filmovima drugih redatelja. Ima karakterističan baloner, lulu i kišobran. Tim likom utjecao je na druge filmske likove poput inspektora Clouseaua i Mr. Beana. U njegovim filmova ima malo dijaloga. U prvom planu su mimika i gegovi te zvučni efekti. Teme filmova su: pretjerani materijalizam zapadnog društva, stresnost modernog života, hladnoća moderne tehnologije i odnosi između društvenih klasa. 
Njegov prvi film "Veliki dan" (fra. "Jour de fête") osvojio je nagradu na Venecijanskom filmskom festivalu. Trebao je biti prvi francuski film u boji, ali tehnika još nije bila dovoljno dobra pa je ipak bio crno-bijeli. Njegov sljedeći film "Ljetovanje gospodina Hulota" (fra. "Monsieur Hulot's Holiday") bio je nominiran za Oscara u kategoriji najboljeg originalnog scenarija, 1955. godine. Jedan je od najpopularnijih francuskih filmova iz tog razdoblja. Po uzoru na taj film nastao je film "Mr. Bean na praznicima" 2007. godine. Njegov sljedeći film "Moj ujak" (fra. "Mon Oncle") smatra se njegovim najboljim filmom. Dobio je Oscara za najbolji strani film, Grad Prix nagradu na festivalu u Cannesu i druge nagrade. Sljedeći film "Vrijeme igre" (eng. "Play Time") komercijalni je skupi film, kritika hladnog, robotiziranog svijeta. Snimio je još dva ambiciozna filma "Promet" (eng. "Traffic" i "Parada" (eng. "Parade"). 
Snimao je i dokumentarni film o nogometnom klubu Bastia s Korzike, ali nije ga dovršio prije smrti. Dovršila ga je njegova kćer, koja se također bavila filmom.
U Anicheu, u Nord-Pas de Calaisu nalazi se L'Idéal Cinéma - Jacques Tati, jedna od najstarijih kinodvorana u svijetu koja je još u funkciji.